# Primera Batalla de Cholet
La Primera Batalla de Cholet (15 de marzo de 1793) fue un enfrentamiento militar librado en la Guerra de la Vendée.
El 14 de marzo, al día siguiente de la caída de Jallais, Chemillé cayó en manos de Jacques Cathelineau. La mayor parte de los 200 guardias nacionales habían sido capturados con sus 3 culebrinas, incluyendo uno llamado Marie-Jeanne que se volvió su símbolo. Las victorias de Cathelineau llevaron a la movilización de varias parroquias en armas, entre estos nuevos rebeldes estaba Jean-Nicolas Stofflet. 
El 15 de marzo, quince mil campesinos se congregaron en las cercanías de Cholet. Un emisario fue enviado a negociar la rendición con el jefe republicano local, el marqués de Beauveau, Vincent Beauvau-Tigny (1740-1793), pero éste se negó; tenía 580 guardias nacionales bien armados, los creía suficientes para repeler a miles de campesinos mal armados. Se equivocaba, 150 guardias murieron y otros 400 fueron capturados junto a un gran botín; 40 rebeldes fueron muertos.
Al día siguiente los rebeldes se aproximaron a Vihiers, pero los republicanos juzgaron inútil la defensa y se retiraron. Los campesinos, que sabían que la represión era inevitable, obligaron a los nobles locales a dirigirlos en la guerra: Charles Artus de Bonchamps y Maurice Gigost d'Elbée. Los rebeldes decidieron marchar sobre Chalonnes-sur-Loire, pero los 4.000 soldados republicanos estaban desmoralizados y se retiraron a Angers. Los vandeanos se hacían con el control total de la región. Pronto vendría la contraofensiva de los ejércitos republicanos.